# Eric Samuel Sparre
Eric Samuel Sparre af Söfdeborg, född 22 juli 1776 i Karlskrona amiralitetsförsamling, Blekinge län, död 10 oktober 1843 i Skogs-Tibble församling, Uppsala län var en svensk greve och ämbetsman.

## Biografi
Eric Samuel Sparre af Söfdeborg föddes 1776 i Karlskrona amiralitetsförsamling, Karlskrona. Han var son till översten greve Claes Erik Sparre af Söfdeborg till Torpa och Mariana Helena Ehrenkrona, dotter till grevinnan Elsa Regina von Schwerin. Han var genom det sonson till amiralen Erik Arvid Sparre och en dotter till Carl Georg Siöblad, samt bror till justitierådet Carl Georg Sparre.
Sparre blev student vid Uppsala universitet och 11 mars 1796 extraordinarie kanslist i Justiterevisionsexpeditionen. Han blev i april 1796 auskultant i Göta hovrätt och i oktober 1799 auskultant i Svea hovrätt. Sparre fick 1801 fullmakt som häradshövding och blev 9 december 1802 kammarjunkare. Han tjänstgjorde som kammarherre hos hertig Karl, sedermera Karl XIII, 25 maj 1805. Sparre blev 21 december 1805 lagman i Ångermanlands och Västerbottens lagsaga och 8 juni 1809 tjänstgörande kabinettskammarherre hos Karl XIII. Han blev 1 april 1813 landshövding i Gävleborgs län, utnämndes 16 december 1814 till riddare av Nordstjärneorden och 26 september 1819 till kommendör av Nordstjärneorden. Sparre var även ståthållare på Gävle slott. Han avled 1843 på Ribbingebäck i Skogs-Tibble församling.
Han var sällan i sitt län och ej heller "känd för sin duglighet". 1816 blev han riddare av Svärdsorden.[källa behövs]

### Familj
Han gifte sig 3 februari 1810 på Lindholmens gård i Orkesta församling med Catharina Ulrika Montgomery (1787–1866), dotter till översten Robert Montgomery och friherrinnan Märta Ulrika Cederhielm. De fick tillsammans barnen Catharina Mariana Ulrika Sparre (1811–1885) som var gift med majoren greve Otto Gustaf Wrangel, majoren Claes Robert Sparre (1812–1862) i Livregementets dragonkår, landshövdingen Erik Sparre (1816–1886) i Älvsborgs län och Matilda Carolina Beata Sparre (1819–1875) som var gift med kammarherren Anders Rolf Oxehufvud..